# Shilling du Somaliland
Le shilling du Somaliland (en somali : Soomaaliland shilin ; en arabe : شلن صوماليلاندي) est la devise officielle du Somaliland. Il existe des pièces de 	1, 5, 10, 20 shillings et des billets de 5, 10, 20, 50, 100, 200, 500, 1 000 et 5 000 shillings

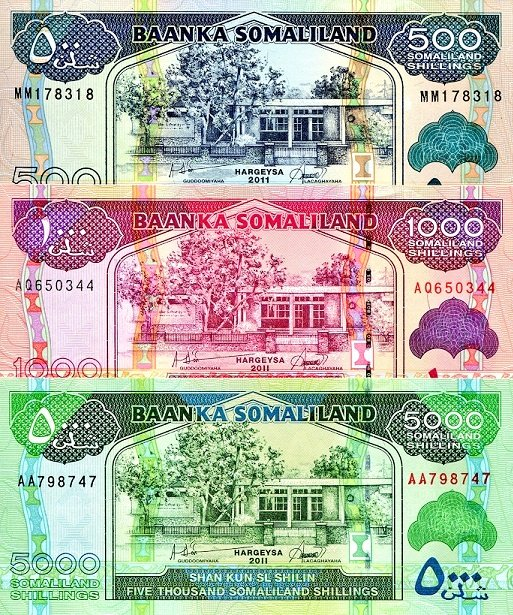

## Histoire
Le shilling du Somaliland a été créé le 18 octobre 1994 avec un taux de change fixé à 1 nouveau shilling somalilandais pour 100 shilling somali. Le shilling somalien a cessé d'être d'usage légal au Somaliland le 31 janvier 1995. Malgré les autorités séparatistes du Somaliland qui ont tenté de bannir l'usage du shilling somalien, celui-ci reste encore la monnaie préférée pour de nombreux échanges et beaucoup de monde dans cette région.

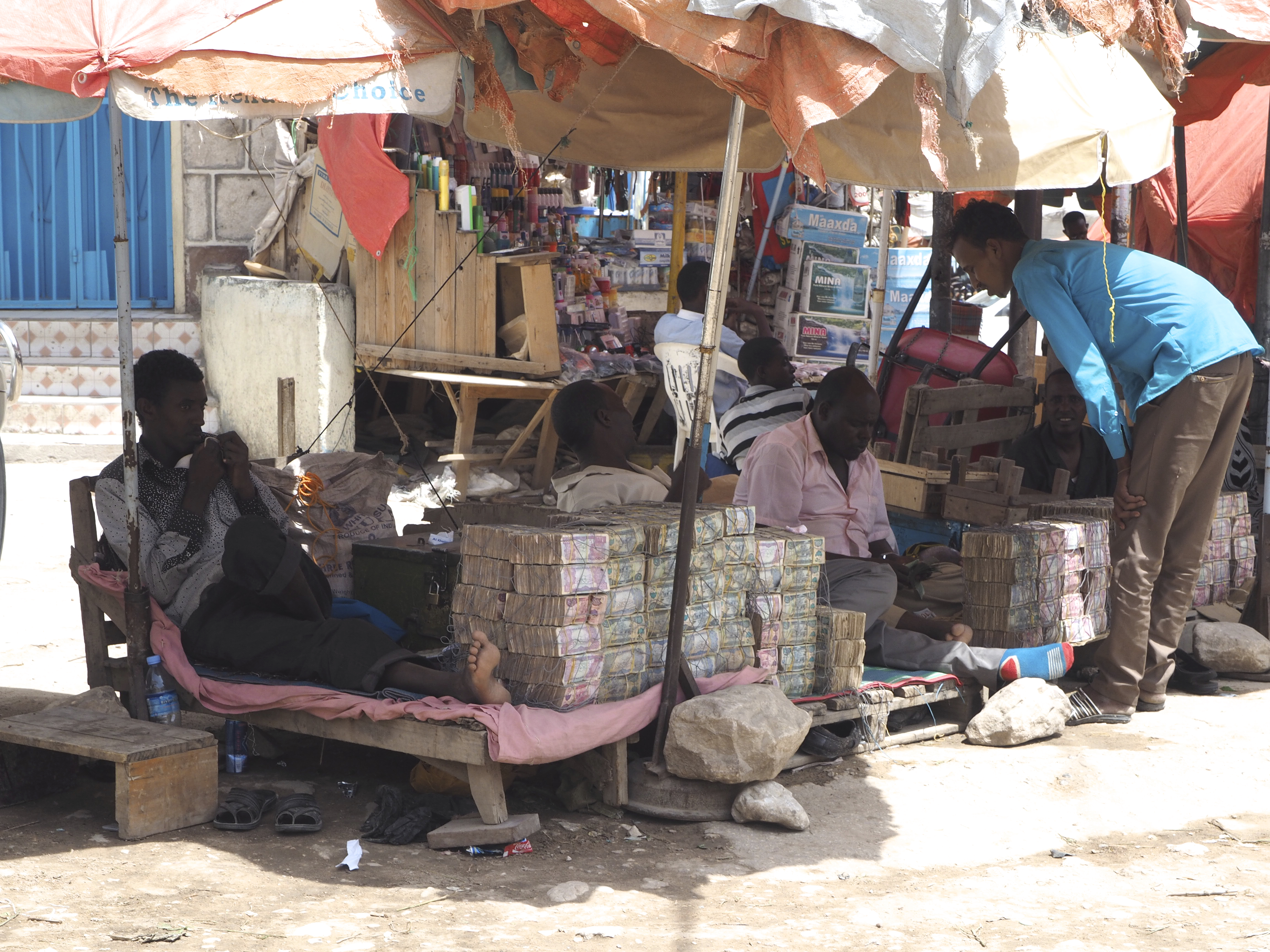
Changeurs de monnaie à Hargeisa